# Rubén Galván
Américo Rubén Galván (7 de abril de 1952 - 14 de março de 2018)
 foi um ex-futebolista argentino. Ele fez parte da Seleção Argentina que conquistou a Copa do Mundo de 1978.

## Títulos
Independiente
- Campeonato Metropolitano: 1971
- Campeonato Nacional: 1977, 1978
- Copa Libertadores da América: 1972, 1973, 1974, 1975
- Copa Interamericana: 1973, 1974, 1976
- Copa Intercontinental: 1973

Seleção Argentina
- Copa do Mundo: 1978